# Pamela Franklin

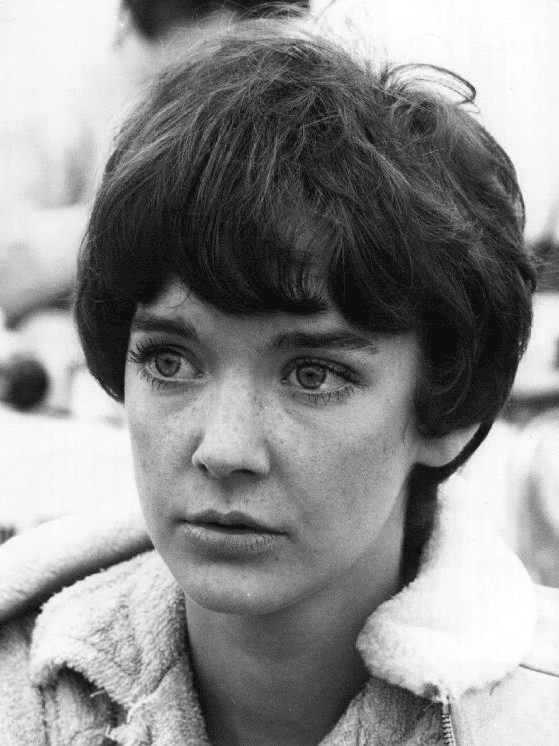
Pamela Franklin (1973)

Pamela Franklin (* 3. Februar 1950 in Yokohama, Japan) ist eine ehemalige britische Schauspielerin, die ihre größten Erfolge als Kinder- bzw. später Teenie-Star im Kino der 1960er-Jahre hatte.

## Leben und Wirken
Pamela Franklins Vater arbeitete als Kaufmann im Im- und Exportgeschäft und reiste mit seiner Familie kurz nach Ende des Zweiten Weltkriegs kreuz und quer durch den pazifischen Raum, so dass das Kind in Japan, Hongkong und Australien seine ersten Lebensjahre verbrachte. In den ausgehenden 1950er-Jahren ließ sich die Familie in Camberley, Grafschaft Surrey, nieder, wo Pamela Franklin an der Elmshurst Ballet School eine Ausbildung in klassischem Tanz erhielt.
Im Alter von elf Jahren wurde Pamela Franklin erstmals vor die Kinofilmkamera geholt. Bereits in ihrem Debütfilm, Jack Claytons stimmungsvoller Schauergeschichte Schloß des Schreckens (1961), erhielt sie die Schlüsselrolle des vom dämonischen Geist des toten Dieners Quint in Bann gehaltenen Landadeligen-Mädchens Flora. Pamela Franklin lieferte eine schauspielerisch höchst überzeugende Leistung ab und wurde noch im selben Jahr für die Hauptrolle der Patricia, die Tochter William Holdens, in der Familien- und Wildnisgeschichte Patricia und der Löwe verpflichtet. Unwesentlich später gelang ihr auch der Sprung nach Hollywood.
In kürzester Zeit hatte sich Pamela Franklin zur bekanntesten Kinderschauspielerin Großbritanniens emporgearbeitet. Meist ließ man das dunkelhaarige Mädchen diesseits und jenseits des Atlantiks frische, aufrichtige und unverbrauchte Teenager im Umfeld exotischer Tiere (Löwen, Delphine und Tiger) spielen; sie überzeugte aber besonders als in ihrem Verhalten verstörendes Kind oder als Mädchen in Not, das Gefahren und Extremsituationen (wie etwa in Neues Abenteuer mit Flipper, War es wirklich Mord? und Am Abend des folgenden Tages), wo sie unter ausgebrochene Sträflinge, bedrohliche Kindermädchen und Kidnapper gerät, zu überwinden hat.
Auch im Twen-Alter fand sich Pamela Franklin im Film mal unterschwelliger (Horror-Attack, Tanz der Totenköpfe), mal offener Bedrohung (Tödliche Ferien, Die Insel der Ungeheuer) ausgesetzt. Für ihre Interpretation der ebenso renitenten wie zynischen Schülerin Sandy in Die besten Jahre der Miss Jean Brodie, die ihrer Lehrerin (gespielt von Maggie Smith, die für ihre Darstellung einen Oscar erhielt) mit ihrer Aufsässigkeit das Leben zur Hölle zu machen versucht, wurde sie 1970 mit dem 'National Board of Review Award' als Beste Nebendarstellerin ausgezeichnet. Ebenfalls 1970 gelang Pamela Franklin ein internationaler Achtungserfolg mit der Interpretation der Dora Spenlow in Delbert Manns im Vorjahr entstandenen Fernsehadaption der Charles-Dickens-Vorlage David Copperfield.
Ebenso rasch wie ihre Kinofilmkarriere begann, endete sie Mitte der 1970er-Jahre. Ihre letzten Filmauftritte absolvierte sie vor allem in wenig prestigeträchtigen Horrorfilmen, zuletzt 1976 in dem Tierhorrorstreifen Die Insel der Ungeheuer. Bis Anfang der 1980er-Jahre sah man Pamela Franklin noch als Gaststar in einer Fülle von US-Serien (u. a. Bonanza, Vegas, Fantasy Island, Hawaii Fünf-Null, Trapper John, M.D.), ohne dass sie dort einen bleibenden Eindruck hinterlassen sollte. Danach zog sie sich aus dem Schauspielgeschäft zurück.
Seit 1970 ist Franklin mit ihrem Schauspielkollegen Harvey Jason verheiratet. Das Paar bekam zwei Söhne. Die Familie betreibt seit Jahrzehnten Mystery Pier Books, einen Buchladen in West Hollywood.

## Filmografie (Auswahl)
- 1961: Schloß des Schreckens (The Innocents)
- 1962: Patricia und der Löwe (The Lion)
- 1962: Das Schaukelpferd (The Horse Without a Head, Fernsehfilm)
- 1964: Der Tiger ist los (A Tiger Walks)
- 1964: The Third Secret
- 1964: Neues Abenteuer mit Flipper (Flipper’s New Adventure)
- 1965: War es wirklich Mord? (The Nanny)
- 1966: Jede Nacht um neun (Our Mother's House)
- 1966: Quick Before They Catch Us (Fernsehserie, 20 Folgen)
- 1969: Am Abend des folgenden Tages (The Night of the Following Day)
- 1969: Die besten Jahre der Miss Jean Brodie (The Prime of Miss Jean Brodie)
- 1969: Dave – Zuhaus in allen Betten (Sinful Davey)
- 1969: Spezialauftrag (Strange Report, Fernsehserie, Folge 1x01)
- 1970: David Copperfield (Fernsehfilm)
- 1970: Tödliche Ferien (And Soon the Darkness)
- 1970: The Name of the Game (Fernsehserie, Folge 2x24)
- 1971: Green Acres (Fernsehserie, Folge 6x25)
- 1972: Horror-Attack (Necromancy)
- 1972: Bonanza (Fernsehserie, Folge 14x12)
- 1972, 1974: Cannon (Fernsehserie, 2 Folgen)
- 1973: Ace Eli and Rodger of the Skies
- 1973: Tanz der Totenköpfe (The Legend of Hell House)
- 1974: Die Straßen von San Francisco (The Streets of San Francisco, Fernsehserie, Folge 2x18)
- 1974: Der Sechs Millionen Dollar Mann (The Six Million Dollar Man, Fernsehserie, Folge 1x03)
- 1974: Der Magier (The Magician, Fernsehserie, Folge 1x18)
- 1974: Mannix (Fernsehserie, Folge 8x03)
- 1974, 1975: Thriller (Fernsehserie, 2 Folgen)
- 1975: Petrocelli (Fernsehserie, Folge 1x13)
- 1975, 1980: Barnaby Jones (Fernsehserie, 2 Folgen)
- 1976: Die Insel der Ungeheuer (The Food of the Gods)
- 1977: Hawaii Fünf-Null (Hawaii Five-O, Fernsehserie, Folge 9x18)
- 1977: Love Boat (The Love Boat, Fernsehserie, Folge 1x10)
- 1978: Make-up und Pistolen (Police Woman, Fernsehserie, Folge 4x18)
- 1978: Project U.F.O. (Fernsehserie, Folge 1x13)
- 1978–1981: Fantasy Island (Fernsehserie, 4 Folgen)
- 1980: Trapper John, M.D. (Fernsehserie, Folge 2x03)
- 1981: Vegas (Vega$, Fernsehserie, Folge 3x18)